# Gambia Technical Training Institute
Das Gambia Technical Training Institute (GTTI) ist eine Bildungseinrichtung im westafrikanischen Staat Gambia. Der Campus liegt in Serekunda-Kanifing.

## Beschreibung
Das Institut unterrichtet seine Studenten in den Bereichen Ingenieurwesen, Konstruktion, Handel, Informationstechnologie und bildet Lehrer in diesen Bereichen aus. Der Lehrbetrieb, der ungefähr 250 bis 300 Studenten umfasst, begann im Jahr 1983.

## Geschichte
Ab 2002 leitete Fatou Lamin Faye, die selbst Studentin des Instituts gewesen war, das Institut als Direktorin. Im September 2004 wurde sie von Staatspräsidenten Yahya Jammeh zur Bildungsministerin (Secretary of State for Education) berufen. Nachfolgerin wurde Frau Fatou Mbye. Nach der Nominierung Mbyes ins Parlament übernahm Jahou S. Faal den Posten.
Im Juni 2018 verkündete Amie Bojang-Sissoho, Pressesprecherin von Präsident Adama Barrow, Pläne, das GTTI in eine Universität weiterzuentwickeln.